# Austroidelia asiatica

Austroidelia asiatica (лат.) — ископаемый вид насекомых из семейства Mesorthopteridae (отряд Grylloblattida). Триасовый период (Dzhailoucho area, Madygen Formation, карнийский ярус, возраст находки 221—235 млн лет), Кыргызстан (40.1° N, 70,2° E).

## Описание
Переднее крыло округлое на вершине, длина крыльев 26—32 мм. Костальная область переднего крыла в 3,3—3,7 раз короче общей ширины крыла. Жилка CuA с 8-11 ветвями. Голова уже пронотума, который расширяется кзади.  Сестринские таксоны: Austroidelia perplexa, A. nervosa. Вид был впервые описан в 1996 году российским палеоэнтомологом Сергеем Стороженко (Биолого-почвенный институт ДВО РАН, Владивосток) по ископаемым отпечаткам.